# Jędrzej Gałka
Jędrzej Gałka z Dobczyna (ur. ok. 1400 w Dobczynie, zm. po 1451) – ksiądz, filozof, pisarz, profesor i dziekan wydziału sztuk wyzwolonych Uniwersytetu Krakowskiego.

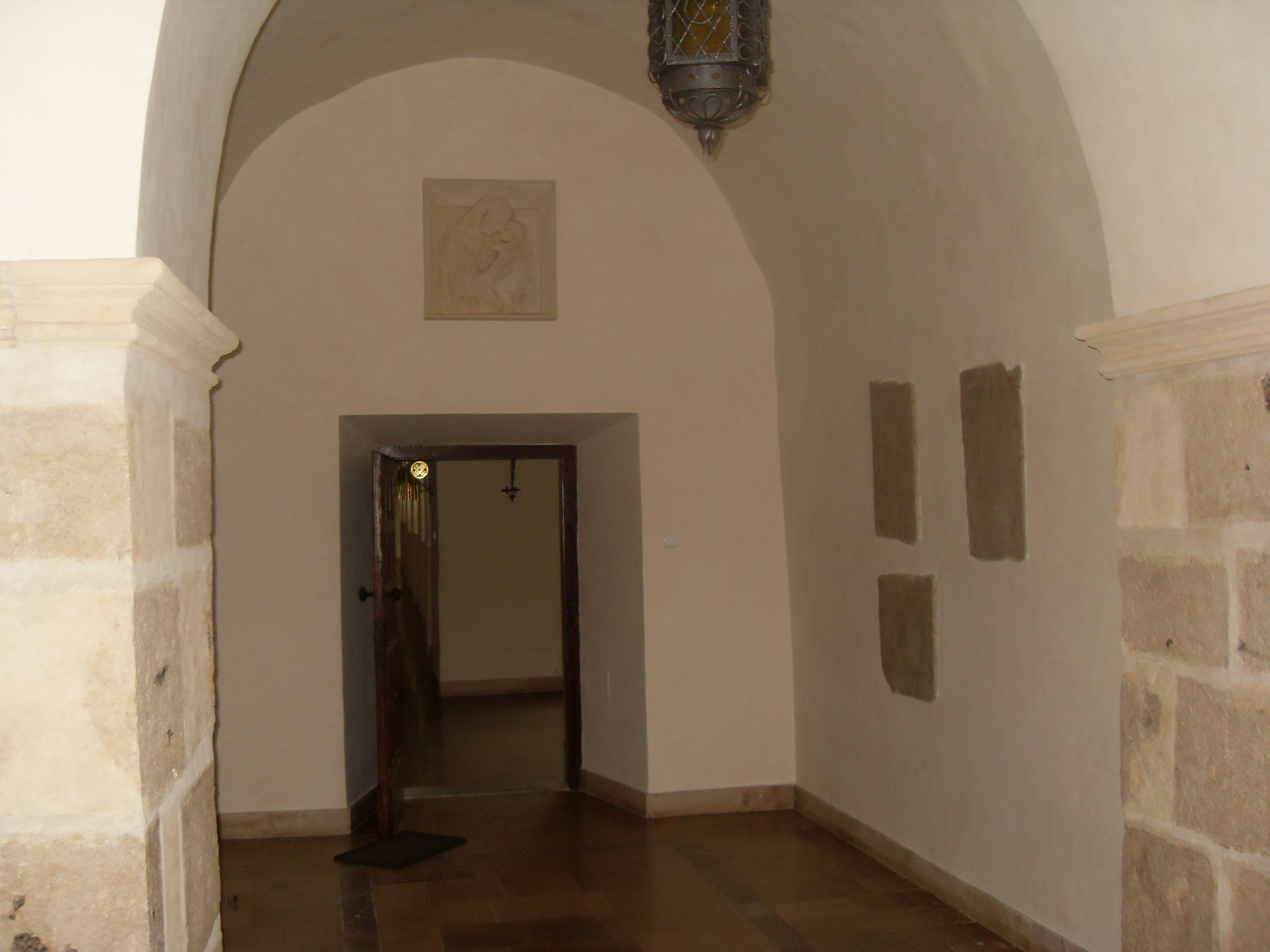
Karcer klasztoru oo. cystersów w Mogile, w którym więziony był Andrzej Gałka (obecnie przejście do ogrodu z krużganków)

## Życiorys
Wywodził się zapewne z warstwy drobnej szlachty wielkopolskiej. W roku 1420 wstąpił na wydział artium (wydział sztuk wyzwolonych) Uniwersytetu Krakowskiego. Dwa lata później uzyskał tytuł bakałarza (bakalaureat), natomiast w roku 1425 został magistrem. Na swoim wydziale od 1429 r. prowadził wykłady, a w latach 1436–1441 był dwukrotnie dziekanem. Został kanonikiem w kościele św. Floriana na Kleparzu w 1439 r.
Gałka pozostawał pod wpływem idei husyckich, płynących z Pragi. Poznał również system filozoficzny i krytykę rzymskiego Kościoła sformułowaną przez oksfordzkiego uczonego Johna Wycliffe’a, uznanego pośmiertnie za heretyka na soborze w Konstancji (1415). Gałka pozytywnie odnosił się do głoszonego przez Wycliffe’a realizmu pojęciowego.  W napisanej przez siebie pieśni sławił reformatorskiego Wycliffe’a  i krytykował zeświedczenie kleru. W listach wytykał duchowieństwu posiadanie majątków i wiązanie się kleru z władzą państwową. W demokratyzacji organizacji Kościoła widział możliwość jego odrodzenia. 
W tym czasie w środowisku uniwersyteckim dominowały poglądy nominalistyczne, przeciwne poglądom Wyclifa. Z tego powodu w 1447 r. Gałka został zawieszony w obowiązkach wykładowcy i wysłany na pokutę do klasztoru cystersów w Mogile. Podczas rewizji jego prywatnego mieszkania, znaleziono kopie dzieł Wycliffe’a oraz polskie wiersze ku jego czci. Na tej podstawie w 1449 r. Jędrzej Gałka został oskarżony przez kardynała Zbigniewa Oleśnickiego o szerzenie herezji. Do procesu nie doszło, gdyż uczony zbiegł na Górny Śląsk do Głogówka, na dwór sprzyjającego husytom Bolka V księcia głogówecko-prudnickiego. Przebywając w Głogówku, między połową kwietnia a 23 czerwca 1449 r. Jędrzej Gałka stworzył Pieśń o Wiklefie oraz łaciński traktat o Wiklefie i jego nauce, stanowiący komentarz do utworu poetyckiego in lingua vulgari (po polsku). Wstawiennictwo Bolka V sprawiło, że kwestia herezji Gałki została przekazana do rozpatrzenia diecezji wrocławskiej. Uratowany Gałka wyjechał do Czech.

## Twórczość

### Dzieła
- Tractatus... de dotatione Constantini (O darowiźnie Konstantyna), powst. 1445, fragm. ogłosił J. Heyne Dokumentierte Geschichte des Bistums und Hochstiftes Breslau, Wrocław 1868, s. 58-59; całość wyd. F.M. Bartoš "Posláni M. Ondřeje Gałky králi Vládislavu Varnenčikovi", Věstnik Král. České Společnosti Nauk, t. 1 (1934); rękopis: biblioteka kapituły katedry Św. Wita w Pradze, sygn. D 118.
  - Traktat adresowany do skierowany do Władysława Warneńczyka, krytykujący świecką władzę papieża i bogactwa materialne Kościoła, nawołujący do odrodzenia pierwotnego chrześcijaństwa[4].
- Pieśń o Wiklefie, tzw. Cantilena vulgaris, powst. 1449, wydano fragm.: P. Czaykowski Miscellaneorum Cracoviensium, zeszyt 2 (1815), s. 79; S.B. Linde Pamiętnik Warszawski 1816, t. 5; S. Potocki Pochwały i mowy, t. 2, Warszawa 1816, S. 422-425; J. Rakowiecki Prawda ruska, t. 2, Warszawa 1822; przedr. M. Wiszniewski Historia literatury polskiej, t. 3, Kraków 1841, s. 425-427; rękopis: kopia z połowy XVI wieku według starego źródła, prawdopodobnie ręki Flaciusa Illyrica, Biblioteka Wolffenbüttel nr 306.
  - Najdawniejszy znany utwór reformacji polskiej, melodia jest identyczna z antywiklefowską pieśnią Omnes attendite, animadvertite, opartej z kolei na pieśni kościelnej Imber nunc coelitus)

### Listy i materiały
- Do Zbigniewa Oleśnickiego, Mały Głogów (Głogówek), 23 czerwca 1449, wyd. M. Wiszniewski Historia literatury polskiej, t. 3, Kraków 1841, s. 231-233; J. Heyne Dokumentierte Geschichte des Bistums und Hochstiftes Breslau, Wrocław 1868, s. 64-65; Ż. Pauli Codex diplomaticus Universitatis Studii Generalis Cracoviensis, t. 2 (1873); fragm. przekł. polski: R. Heck, E. Maleczyńska Ruch husycki w Polsce. Wybór tekstów źródłowych (do r. 1454), Wrocław 1953; przekł. całości: S. Kolbuszewski "Jędrzej Gałka. (Z dziejów myśli postępowej na Opolszczyźnie w XV w.)", Kwartalnik Opolski 1955, nr 1
- Do magnata polskiego (prawdopodobnie podkomorzego krakowskiego Szafrańca), 23 czerwca 1449, wyd. J. Heyne Dokumentierte Geschichte des Bistums und Hochstiftes Breslau, Wrocław 1868, s. 65-66; Ż. Pauli Codex diplomaticus Universitatis Studii Generalis Cracoviensis, t. 2 (1873); fragm. przekł. polski: R. Heck, E. Maleczyńska Ruch husycki w Polsce. Wybór tekstów źródłowych (do r. 1454), Wrocław 1953; przekł. całości: S. Kolbuszewski "Jędrzej Gałka. (Z dziejów myśli postępowej na Opolszczyźnie w XV w.)", Kwartalnik Opolski 1955, nr 1
- Do profesorów Akademii Krakowskiej (m.in. Jana z Ludziska), 23 czerwca 1449, wyd. M. Wiszniewski Historia literatury polskiej, t. 3, Kraków 1841, s. 233-235; J. Heyne Dokumentierte Geschichte des Bistums und Hochstiftes Breslau, Wrocław 1868, s. 67-68
- Pismo Z. Oleśnickiego do biskupa wrocławskiego Piotra Nowaka i do kapituły wrocławskiej w sprawie A. Gałki, Kraków, 1449, wyd. M. Wiszniewski Historia literatury polskiej, t. 3, Kraków 1841, s. 228-230; M. Dzieduszycki Zbigniew Oleśnicki, t. 2, Kraków 1854, nr XXXII; J. Heyne Dokumentierte Geschichte des Bistums und Hochstiftes Breslau, Wrocław 1868, s. 59-60
- Pismo Z. Oleśnickiego do książąt śląskich w sprawie A. Gałki, Kraków, 1449, wyd. M. Wiszniewski Historia literatury polskiej, t. 3, Kraków 1841, s. 230-231; M. Dzieduszycki Zbigniew Oleśnicki, t. 2, Kraków 1854, nr XXXIII
- Pismo rektora i profesorów Akademii do biskupa Piotra Nowaka w sprawie A. Gałki, Kraków, 10 maja 1449, wyd. J. Heyne Dokumentierte Geschichte des Bistums und Hochstiftes Breslau, Wrocław 1868, s. 58-59
- 2 pisma Jana Elgota do Z. Oleśnickiego z 1449 w sprawie A. Gałki, wyd. A. Sokołowski, J. Szujski Codex Epistolaris Saeculi XV, t. 1 (1876), Monumenta Medii Aevi Historica, t. 2; fragm. przekł. polski: R. Heck, E. Maleczyńska Ruch husycki w Polsce. Wybór tekstów źródłowych (do r. 1454), Wrocław 1953

Oryginały pism A. Gałki, Z. Oleśnickiego i Akademii w Archwium Diecezjalnym (Wrocław)